# Podisma silvestrii
La cavalletta dei Monti Sibillini (Podisma silvestrii Salfi, 1935) è una cavalletta appartenente alla famiglia Acrididae. 

## Distribuzione e habitat
Come suggerisce il nome, questa specie è diffusa esclusivamente nella regione dei Monti Sibillini, tra le Marche e l'Umbria.

## Conservazione
La Lista rossa IUCN classifica Podisma silvestrii come specie in pericolo critico di estinzione (Critically Endangered).